# Rivolta della notte di San Giorgio
La rivolta della notte di San Giorgio del 1343-1345 (in estone Jüriöö ülestõus) fu un tentativo fallito compiuto dalla popolazione indigena estone nel Ducato di Estonia, nel vescovado di Ösel-Wiek e nei territori insulari dello Stato monastico dei Cavalieri Teutonici di scacciare i governanti danesi e tedeschi e i proprietari terrieri che avevano conquistato la regione nel XIII secolo durante la crociata livoniana, oltre che di rinnegare la religione cristiana. Dopo alcuni successi iniziali, la rivolta si concluse con l'invasione dei cavalieri dell'Ordine Teutonico. Nel 1346, il Ducato di Estonia venne venduto per 19 000 Köln (marchi dal re di Danimarca) all'Ordine Teutonico. Il passaggio di sovranità dalla Danimarca allo Stato dell'Ordine Teutonico ebbe luogo il 1º novembre 1346.

## Antefatti
Con la conquista di Ösel (Saaremaa) da parte dell'Ordine di Livonia nel 1261, l'Estonia fu completamente soggiogata dai Crociati del Nord di Germania e Danimarca. I nuovi governanti imposero presto dei dazi e delle tasse, malgrado la popolazione indigena preservò alcuni diritti, incluso quello di portare delle armi. L'oppressione divenne più dura poiché la nuova classe dominante iniziò a dare vita a una serie di feudi gestiti da proprietari terrieri in tutta la regione. Le spese insorte per la repressione religiosa e le esigenze economiche imposte dalla Chiesa generarono una situazione politicamente instabile. Le province estoni di Harria (Harju) e Vironia (Viru) erano state conquistate dalla Danimarca, ma dal XIV secolo il potere del regno si era indebolito. La provincia in Estonia andò dividendosi tra il partito filo-danese, guidato dal vescovo Olaf di Reval e il partito filo-tedesco guidato dal capitano Marquard Breide. L'80% dei vassalli danesi nel ducato di Estonia erano tedeschi della Westfalia, il 18% erano dani e il 2% estoni.

## La rivolta

### Fasi iniziali

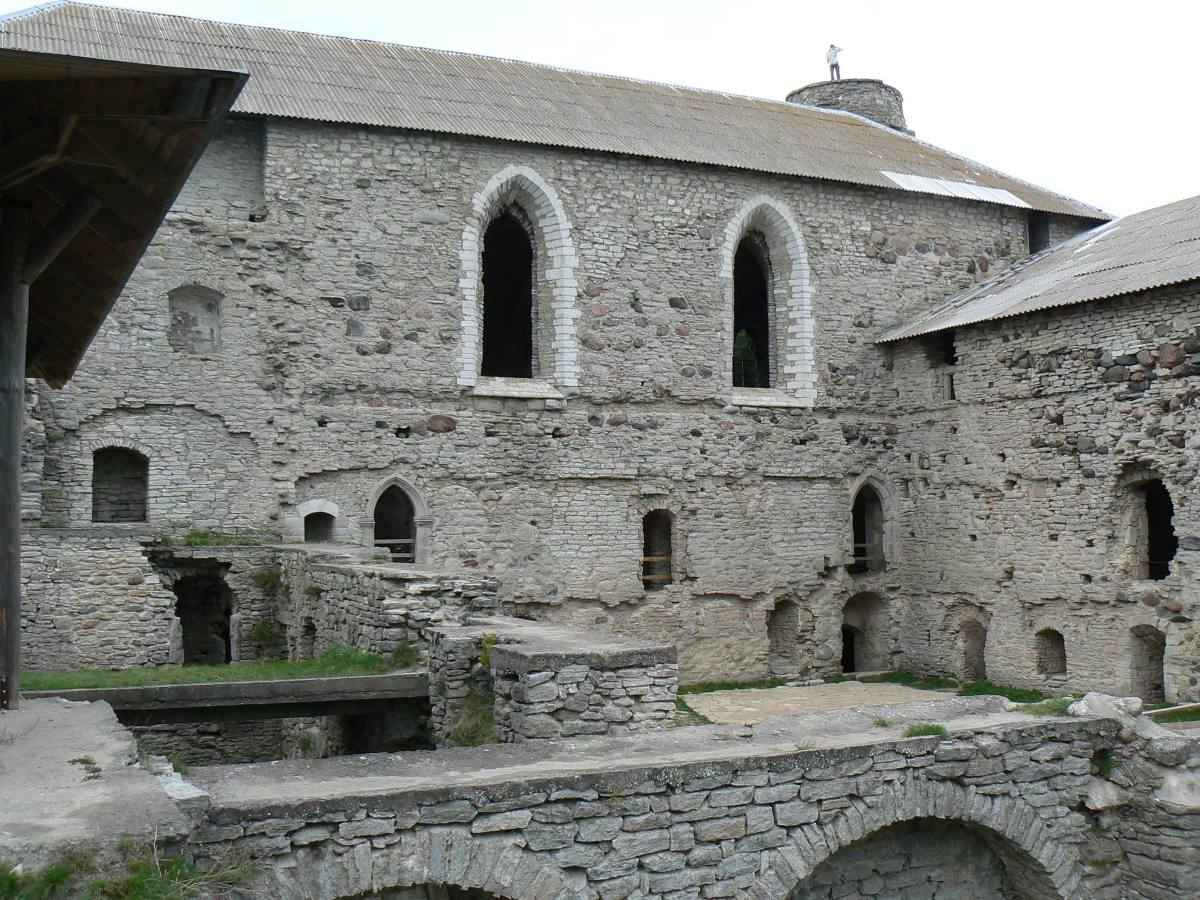
Abbazia di Padise

La notte di san Giorgio (23 aprile) del 1343, un segnale di fuoco generato da una casa data alle fiamme su una collina innescò un attacco pianificato e coordinato dagli estoni a danno degli stranieri ad Harria. Il piano prevedeva di uccidere «ogni tedesco, così come mogli e figli. E così avvenne, perché cominciarono ad uccidere le vergini, le donne, i servi, le ancelle, i nobili e i popolani, i giovani e i vecchi. Tutti coloro che erano di sangue tedesco dovevano morire». Secondo la Più recente cronaca rimata della Livonia, proclamando a gran voce la propria rinuncia al cristianesimo, le forze ribelli attraversarono tutta la provincia di Harria, bruciando tutte le residenze della nobiltà e uccidendo qualsiasi tedesco ostacolasse il cammino. Tra i luoghi dati alle fiamme rientrava l'abbazia cistercense di Padise, nella quale gli estoni massacrarono i 28 monaci che non erano riusciti a fuggire. La cronaca aggiunge che, in quel luogo, tutte le donne tedesche o i bambini che erano stati risparmiati dagli uomini vennero uccisi dalle donne autoctone impegnate nell'insurrezione, le quali contribuirono a bruciare qualsiasi luogo di culto e gli alloggi dei monaci.
Dopo il successo iniziale, gli estoni elessero ed elevarono tra le proprie file quattro re. Questi ultimi, assieme all'esercito ribelle, procedettero all'assedio di Reval (odierna Tallinn) con una forza di 10 000 uomini. Nella prima battaglia avvenuta sotto Tallinn, gli estoni ebbero la meglio sui cavalieri. Tuttavia, i capi della rivolta erano preoccupati dal fatto che una volta che tedeschi e danesi si fossero ripresi dal trambusto iniziale, il contingente estone avrebbe potuto non essere in grado di resistere agli attacchi combinati dei loro nemici. Per questo motivo, inviarono una delegazione ai balivi svedesi di Åbo e Viborg, allo scopo di comunicare loro dell'uccisione di massa dei tedeschi di Harria. Inoltre, segnalarono che l'esercito estone aveva circondato Reval, ma erano disposti a consegnare la città danese al re di Svezia se gli svedesi avessero inviato degli aiuti. La proposta dei balivi prevedeva dunque di radunare un'armata e navigare verso l'Estonia.

### Espansione dei focolai di ribellione
Pochi giorni dopo, gli estoni della provincia di Rotalia (Lääne) rinunciarono al cristianesimo e trucidarono anch'essi i teutonici residenti nella regione. Dopo essersi assicurati il possesso delle campagne, i membri dell'esercito ribelle assediarono la città di Hapsal (Haapsalu), principale centro del vescovado di Ösel-Wiek. Stando al resoconto fornito dalla Più recente cronaca rimata della Livonia, 1 800 tedeschi persero la vita a Läänemaa. Secondo le versioni fornite da Ermanno di Wartberge e Balthasar Russow, il numero di vittime oscillanti fra 1 800 e 2 000 era da riferirsi alle morti causate dagli autoctoni sia in Harria e sia in Vironia.

### Assassinio dei quattro re

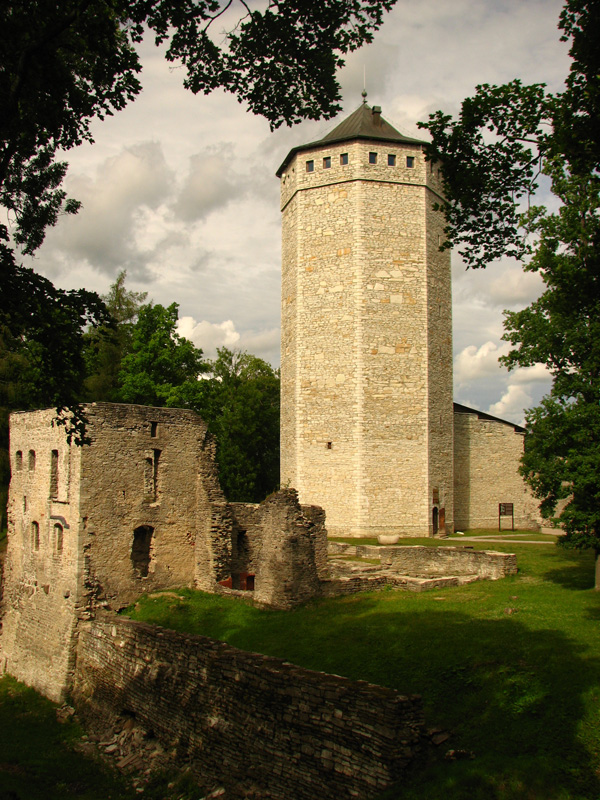
Rovine del castello di Paide

Subito dopo il massacro, i terrorizzati sopravvissuti iniziarono ad accorrere in massa al castello di Weissenstein (Paide). Il comandante del castello inviò subito una lettera al Gran maestro (landmeister) dell'Ordine di Livonia, chiedendo consiglio su come affrontare la situazione. Burchard von Dreileben incaricò un membro del gruppo cavalleresco di recarsi dagli estoni, «di cui conosceva la lingua e le usanze» forse perché di etnia estone anch'egli, al fine di sollecitarli a inviare una delegazione a Weissenstein per spiegare le ragioni che li avevano condotti alla rinuncia del cristianesimo e all'uccisione di tutti i tedeschi. Inoltre, promise che vi era l'intenzione di riparare i torti del passato e migliorare le relazioni intercorrenti con gli estoni.
Accompagnati da tre scudieri, furono i quattro re nominati dagli estoni a recarsi a Weissenstein; questi consentirono al vescovo di Reval di passare attraverso il territorio in mano ai ribelli per partecipare ai negoziati. Tra i vari membri di spicco dell'Ordine di Livonia giunti a Paide vi erano il Gran maestro di Livonia Burchard von Dreileben, i komtur di Fellin (Viljandi) e Riga, il vogt di Jervia (Järva) e molti altri funzionari. L'elevato numero di cavalieri presenti ai negoziati suggerisce che il vero scopo della riunione era quello di neutralizzare i re estoni e poi di attaccare l'esercito ribelle una volta che questo fosse rimasto senza guida. Infatti, malgrado al termine dell'incontro fosse stata dichiarata una tregua, i cavalieri dell'ordine attaccarono un accampamento di 500 estoni situato a Ravila.
Il 4 maggio, le due parti intrapresero nuovamente i colloqui con il Gran maestro di Livonia che si propose come portavoce dei tedeschi alla conferenza. I re estoni si offrirono di diventare vassalli dell'Ordine di Livonia, a condizione che la loro autorità non sarebbe stata minata. Il maestro chiese loro di sapere perché avessero ucciso così tante persone, inclusi i 28 monaci di Padise. La risposta piccata che ricevette fu che i tedeschi «meritavano di essere uccisi anche se fossero stati alti soltanto sessanta centimetri». Burchard von Dreileben definì la risposta oltraggiosa, ma ciononostante promise ai quattro sovrani e ai loro cortigiani l'immunità e la possibilità di preservare la propria libertà personale. Tuttavia, lo stesso destino non venne garantito al resto degli estoni, tanto che il Gran maestro comunicò ai re che non sarebbe stato permesso loro di lasciare il castello di Weissenstein fino a quando la campagna contro l'esercito estone non sarebbe terminata. I quattro sovrani, ai quali era stato concesso un lasciapassare in base al codice d'onore medievale, considerarono tale condizione un affronto. Essi chiesero di essere liberati in maniera tale da poter continuare a guidare i loro uomini, ma tale richiesta non trovò risposta.
Quando la delegazione estone venne scortata ai propri alloggi, fu attaccata a sorpresa dagli ospiti tedeschi nel cortile del castello. Nella lotta che ne derivò, i quattro re e i loro scudieri vennero tutti linciati prima di essere uccisi. La cronaca incolpa l'incidente ai messaggeri stessi, riferendo che uno di essi tentò di uccidere il vogt di Järva che era stato incaricato di assecondare le esigenze degli inviati estoni. Molti storici respingono questa spiegazione dicendo che le trattative erano solo uno stratagemma per uccidere i capi della rivolta, e che la versione ufficiale dell'incidente si rivelò un tentativo piuttosto goffo di giustificare l'assassinio di rappresentanti diplomatici da parte dei Cavalieri livoniani.

### Soppressione della ribellione

#### Battaglia di Kanavere
Un grande esercito guidato dal Gran maestro dell'Ordine procedette immediatamente verso Reval, alla ricerca di unità più piccole e coinvolgendo estoni incontrati lungo la strada. Una più numerosa forza estone, precedentemente inviata per bloccare in maniera preventiva i cavalieri, venne intercettata dalla cavalleria tedesca l'11 maggio 1343 e, nella battaglia avvenuta a Kanavere che ne seguì, gli estoni eseguirono una ritirata strategica nella palude Kanavere. Dal momento che i cavalieri non erano in grado di impiegare la loro cavalleria pesante nella palude, smontarono e continuarono a combattere a piedi. La zona acquitrinosa non era molto grande e le forze numericamente superiori dell'Ordine furono in grado di circondarla completamente, con il risultato che la schermaglia si concluse con una vittoria tedesca. Le perdite estoni ammontarono a 1 600 uomini.

#### Battaglia di Warhill
Dopo la battaglia di Kanavere, Burchard von Dreileben, il Maestro dell'Ordine, volle evitare di incontrare la forza principale dell'esercito estone, strategicamente accampata vicino ad una grande palude, in un'altra battaglia in cui la cavalleria pesante dell'Ordine avrebbe perduto la sua superiorità tattica. Perciò egli decise di utilizzare l'inganno e inviò i Vogt di Wenden (Cēsis) e Treyden (Turaida) con il pretesto dei negoziati di pace con gli estoni, apparentemente d'accordo con l'idea di vassallaggio senza padroni. Gli estoni accettato l'offerta e gli inviati tornarono all'accampamento dell'esercito tedesco. Von Dreileben, nel frattempo, aveva schierato due squadroni di cavalleria tra la palude e il campo estone. Dopo che gli inviati avevano consegnato l'accettazione dei termini proposti dall'Ordine, il Maestro e i cavalieri, concordando sul fatto che i tedeschi uccisi dovevano essere vendicati e che gli estoni non meritavano alcuna pietà. Il 14 maggio 1343, i tedeschi attaccarono e gli estoni iniziarono la loro ritirata verso la palude. A causa della cavalleria tedesca, non furono in grado di completare questa manovra e nella battaglia che ne seguì 3 000 estoni vennero uccisi. Secondo le cronache, gli estoni che avevano finto di essere morti in battaglia, cercarono di uccidere i tedeschi anche dopo la fine della stessa. IL luogo della battaglia divenne noto come Sõjamäe, o Warhill, ma ora è un sottodistretto di Lasnamäe, Tallinn.

## Conseguenze
Il Gran maestro dell'Ordine e i funzionari giudiziari di Tallinn appresero da un disertore tedesco catturato che agli estoni erano stati promessi aiuti militari dalla Svezia, la quale aveva di recente conquistato diversi territori danesi in Scandinavia. Le forze svedesi avevano previsto l'arrivo in Estonia in cinque giorni. I sudditi del re danese a Tallinn, gravemente indeboliti dopo la carneficina di Harju e Viru e intimoriti dalle intenzioni svedesi, decisero di sottoporre i domini danesi a Tallinn in Estonia alla protezione dell'Ordine. Dopo aver promesso qualcosa in cambio, il landmeister accettò di inviare, per scopi difensivi, delle guarnigioni tedesche a Reval e Wesenberg (Rakvere).
Il 18 maggio, il balivo di Vyborg arrivò alla testa un grande esercito, così come il suo omologo di Åbo il giorno successivo. Dopo aver scoperto che la roccaforte danese era nelle mani dell'Ordine e che l'esercito estone era stato del tutto sconfitto, gli svedesi si accontentarono di effettuare dei saccheggi intorno a Reval prima di salpare di nuovo verso la Finlandia.
Gli estoni avevano altresì cercato degle alleati in Russia. Due inviati erano stati mandati da Harria a Pskov per informare i russi del massacro dei tedeschi ad Harria e Vironia e della crisi che attanagliava l'Ordine. Gli inviati suggerirono ai signori locali che avrebbero potuto saccheggiare senza problemi i domini tedeschi dell'Estonia meridionale. Il 26 maggio 1343, il vescovato di Dorpat (Tartu) subì un'aggressione scatenata da 5 000 abitanti di Pskov, malgrado la ribellione in Estonia era già stata in gran parte schiacciata. L'Ordine fu in grado di radunare abbastanza truppe e riuscì senza grosse difficoltà a sbaragliare i russi che speravano di riportare del bottino, uccidendo circa 1 000 invasori.
Nel frattempo, il Maestro aveva guidato la principale forza dell'Ordine in Rotalia, al fine di rompere l'assedio di Hapsal. Gli estoni si ritirarono dalla città senza combattere, ancora una volta rifugiandosi nelle paludi. Di lì a poco, i Cavalieri di Livonia ricevettero ulteriori truppe su autorizzazione dell'Ordine teutonico. All'inizio dell'inverno, il Gran maestro di Livonia tornò con questi rinforzi dalla Prussia ad Harria e sedò i pochi focolai residui. Le ultime roccaforti estoni della zona a cadere furono Varbola e Loone (Lohu). Sulla scia della sanguinosa repressione della rivolta, Harria venne descritta come una «terra arida e desolata».
Il cronista Bartholomäus Hoeneke racconta di come alcuni estoni cercarono di far entrare all'interno del castello di Fellin dei guerrieri armati nascondendoli in sacchi di grano. Lo stratagemma non riuscì, in quanto una madre rivelò di aver scoperto tale tranello al comandante dell'Ordine in cambio della vita di suo figlio. Questo racconto, probabilmente apocrifo, ha ispirato diversi scrittori.
Dopo aver perso in favore dell'Ordine Reval e Wesenberg nel 1343, la Danimarca gravemente indebolita perse anche Narva nel 1345. Allora il re Valdemaro IV, nel 1346, cedette il Ducato di Estonia all'Ordine Teutonico per 19 000 marchi d'argento (4 tonnellate di argento). Altri 6 000 marchi vennero pagati al Margravio di Brandeburgo, evento che rappresentò un'altra conseguenza della rivolta nella Notte di San Giorgio assieme alla scomparsa dell'aristocrazia attiva in epoca pre-cristiana nel nord dell'Estonia.

### Rivolta di Ösel

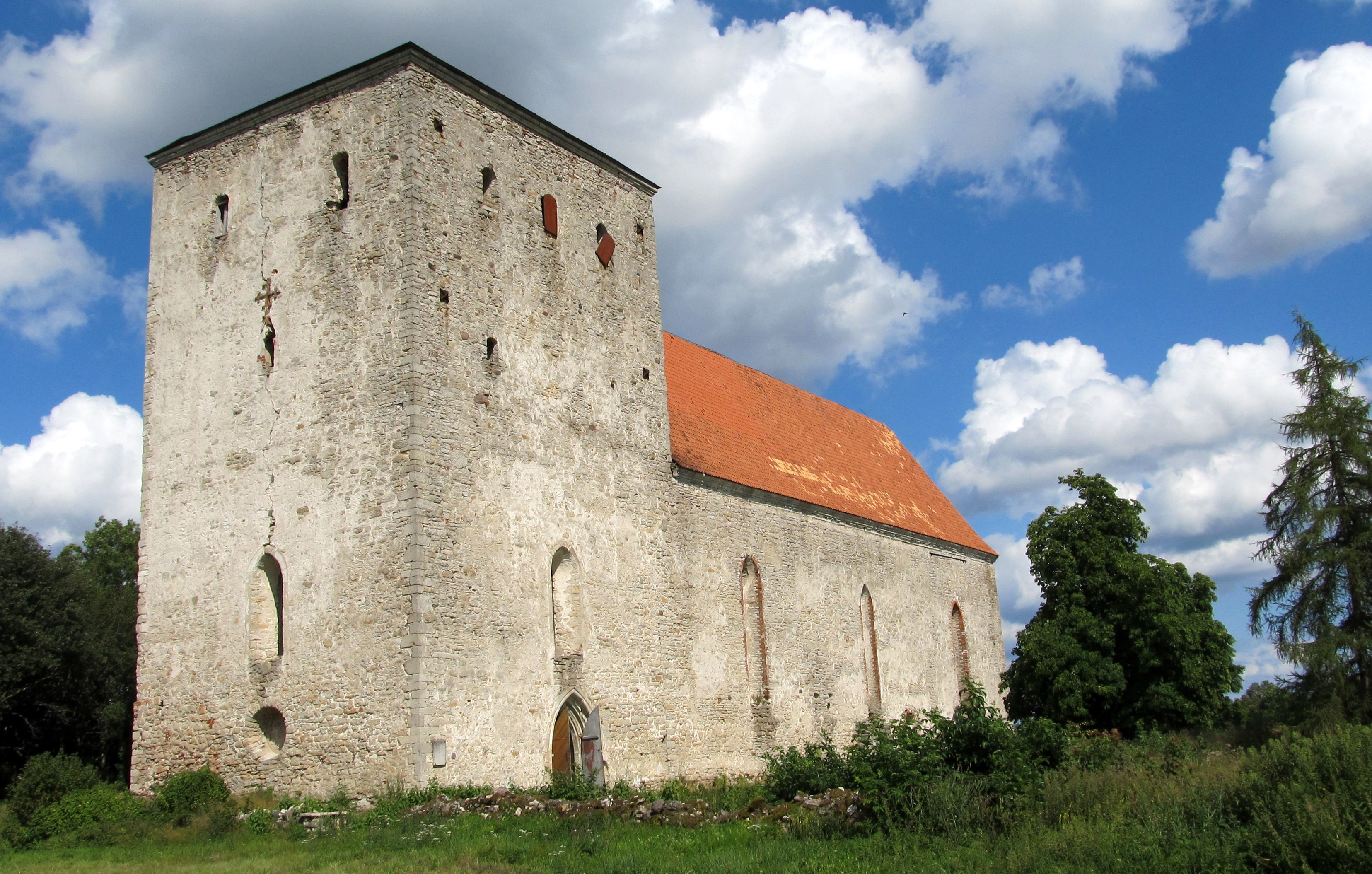
La chiesa di Pöide nell'estate del 2011

Il 24 luglio 1344, un giorno prima della festa di San Giacomo, gli osiliani nelle isole di Saaremaa e Muhumaa rinnegarono il cristianesimo, uccisero tutti i tedeschi e annegarono i sacerdoti in mare. Lo stesso giorno si radunarono intorno al castello dell'Ordine di Livonia a Pöide, il quale si arrese dopo otto giorni di assedio. Al vogt del castello e alla guarnigione di cavalieri di Livonia al suo fianco, così come a tutti gli altri tedeschi nel castello, venne promessa la possibilità di andarsene. Indipendentemente da ciò, tutti i difensori del castello vennero uccisi dopo che avevano attraversato la porta di accesso.
Saaremaa e Muhumaa rimasero in mano estone fino all'inverno. Non appena il mare tra le isole e il continente si fu congelato, il Gran maestro, seguito dai nuovi rinforzi giunti dalla Prussia, attraversò il mare e invase Saaremaa. L'esercito tedesco saccheggiò e bruciò tutti i villaggi in cui si era imbattuto durante l'assedio e, alla fine, aggredì la Rocca di Purtsa, uno dei principali presidi estoni sull'isola. Nell'inverno del 1344, un giorno prima del Martedì grasso, i cavalieri penetrarono nella roccaforte dopo aver abbattuto uno dei bastioni. Secondo Wigand di Marburgo, vennero uccise 2 000 persone nella fortezza, mentre i tedeschi persero soltanto 500 uomini. Il re osiliano Vesse, a capo degli insorti, fu catturato, torturato e poi giustiziato. Tuttavia, Saaremaa rimase libera e fermamente anti-cristiana, appena l'esercito tedesco venne costretto ad attraversare di nuovo il mare verso il continente prima che il ghiaccio marino si sciogliesse in primavera e la strada diventasse non percorribile per i rinforzi di ritorno dalla Prussia.
Nell'inverno del 1345 l'esercito cristiano tornò a Saaremaa devastando i distretti settentrionali con saccheggi e incendi per otto giorni. Alla fine, gli osiliani chiesero la pace e le due parti raggiunsero un accordo, con l'esercito dell'Ordine di Livonia che lasciò Saaremaa dopo che gli isolani avevano accettato con riluttanza di restituire gli ostaggi e abbattere la fortezza di Maasilinn. La ribellione avvenuta a Ösel perdurò per due anni, ma quando gli insorti si arresero ogni conseguenza scatenata dalla rivolta della notte di San Giorgio poté dirsi superata.

## Influenza culturale
La rivolta della notte di San Giogio ha ispirato diversi romanzi storici di scrittori estoni, come Eduard Bornhöhe con il suo Tasuja (Il vendicatore). L'Unione Sovietica provò a strumentalizzare l'anniversario dell'insurrezione nel 1943 nel tentativo di aizzare gli estoni contro i tedeschi.
La ribellione è anche al centro di un dibattito tra storici e scrittori estoni. Alcuni, come Edgar V. Saks e lo scrittore Uku Masing hanno sostenuto, sulla base di documenti contemporanei, che contrariamente alle affermazioni presenti nelle cronache, la rivolta non fu una lotta anti-cristiana, ma soltanto indirizzata contro l'Ordine di Livonia e che i crimini attribuiti agli insorti vennero effettivamente realizzati dai cavalieri. Alcuni vedono nell'evento storico in esame uno strascico finale della lotta tra l'Ordine e la Santa Sede. Altri autori, infine, respingono le conclusioni ritenendole parziali e antistoriche.

### Fonti primarie
- (EE) Bartholomäus Hoeneke, Liivimaa noorem riimkroonika [La più recente cronaca rimata della Livonia], a cura di Sulev Vahtre, Tallinn, Eesti Riiklik Kirjastus, 1960.

### Fonti secondarie
- (EN) Gunter Faure e Teresa Mensing, The Estonians; The long road to independence, Lulu.com, 2012, ISBN 978-11-05-53003-6.
- (EN) Tuomas Lehtonen e Linda Kaljundi, Re-forming texts, music, and church art in the Early Modern North, Amsterdam University Press, 2016, ISBN 978-90-48-52493-8.
- (EN) Toivo Miljan, Historical Dictionary of Estonia, Rowman & Littlefield, 2015, ISBN 978-08-10-87513-5.
- (EN) Niels Skyum-Nielsen, Danish Medieval History & Saxo Grammaticus, Museum Tusculanum Press, 1981, ISBN 87-88073-30-0.
- (EN) Raimo Pullat, Brief History of Tallinn, 2ª ed., Estopol, 1998, ISBN 978-99-85-92720-5.
- (EN) Arvids Ziedonis, William L. Winter e Mardi Valgemäe, Baltic History, Association for the Advancement of Baltic Studies, 1974.

| Controllo di autorità | LCCN (EN) sh85058924 · J9U (EN, HE) 987007550736505171 |